# Werner von Koppenfels
Werner von Koppenfels (* 25. November 1938 in Dresden) ist ein deutscher Philologe und Übersetzer.

## Leben
Werner von Koppenfels absolvierte ab 1956 ein Studium der Anglistik und Romanistik an den Universitäten in Heidelberg, München und Nizza. 1967 promovierte er in München mit einer Arbeit über John Donne zum Doktor der Philosophie. 1973 erfolgte seine Habilitation, und ab 1974 war er Professor für Anglistik und Komparatistik an der Universität München. 1986/1987 hatte er eine Gastprofessur an der University of Virginia und 1992 an der University of Minnesota inne. Koppenfels, der inzwischen emeritiert ist, lebt heute in München.
Koppenfels ist seit 1994 Mitglied der Deutschen Akademie für Sprache und Dichtung in Darmstadt.

## Werk
Werner von Koppenfels veröffentlichte literaturwissenschaftliche Untersuchungen; seit 1996 gehört er zu den Herausgebern der Zeitschrift Antike und Abendland. Daneben übersetzt er literarische Texte aus dem Englischen, Französischen, Spanischen und Lateinischen.

## Preise und Auszeichnungen
- 1994: Johann-Heinrich-Voß-Preis für Übersetzung
- 2013: Preis der Stadt Münster für Internationale Poesie für seine eigenständige Übersetzung von Weiße Reiher von Derek Walcott.
- 2024: Übersetzungspreis der Landeshauptstadt München[1]

## Werke
- Das petrarkistische Element in der Dichtung von John Donne. München 1967.
- Esca et hamus. München 1973.
- Bild und Metamorphose. Darmstadt 1991.
- Der andere Blick oder Das Vermächtnis des Menippos. München 2007.

Herausgeberschaft
- mit Friedhelm Kemp: 1. Von Villon bis Théophile de Viau (= Französische Dichtung. Band 1). München 1990.
- Aldous Huxley: Essays. München.
  - 1. Streifzüge. 1994.
  - 2. Form in der Zeit. 1994.
  - 3. Seele und Gesellschaft. 1994.
- Englische und amerikanische Dichtung. München.
  - mit Friedhelm Kemp: 1. Englische Dichtung von Chaucer bis Milton. 2000.
  - mit Manfred Pfister: 2. Englische Dichtung von Dryden bis Tennyson. 2000.
- mit Andreas Höfele: Renaissance go-betweens. Berlin u. a. 2005.
- Barocke Gärten der Literatur. Mainz 2007.
- Aus den Kerkern Europas. Poetische Kassiber von François Villon bis Ezra Pound. München 2014.
- Des Lebens Rosen. Die schönsten französischen Liebesgedichte. München 2019.

Übersetzungen
- Hilaire Belloc: Ein Biesterbuch für kleine böse Wichte und noch mehr Biester für noch bösere Wichte. Zürich 1999.
- Thomas Browne: Religio medici. Berlin 1978.
- Robert Burton: Die Anatomie der Melancholie. Mainz 1988.
- Emily Dickinson: Dichtungen. Mainz 1995.
- John Donne: Alchimie der Liebe. Berlin 1986.
- Desiderius Erasmus: Papst Julius vor der Himmelstür. Mainz 2011.
- Thomas Nash: Der unglückliche Reisende oder Die Abenteuer des Jack Wilton. München 1970.
- Francisco Gómez de Quevedo y Villegas: Aus dem Turm. Berlin 1981.
- mit Paul Celan: Arthur Rimbaud: Seher-Briefe. Das trunkene Schiff. Mainz 1990.
- Derek Walcott: Weiße Reiher. München 2012.
- Dorothy Wordsworth: Das Grasmere-Journal. Mainz 2015.
- D. H. Lawrence: Nimm mein Wort in die Hand. Gedichte englisch/deutsch. Ausgewählt und übertragen von Werner von Koppenfels. München: Lyrik Kabinett, 2018. ISBN 978-3-938776-51-3